# León Zuleta
Benhur León Adalberto Zuleta Ruíz (Itagüí, Antioquia, 18 de noviembre de 1952 - Medellín, Antioquia, 23 de agosto de 1993) más conocido como León Zuleta fue un catedrático, escritor, filósofo, periodista y activista por los derechos LGBT colombiano. Reconocido por ser cofundador del Movimiento de Liberación Homosexual junto al también activista Manuel Velandia, además de ser coorganizador de igual manera junto a Manuel Velandia de la primera marcha del orgullo LGBT realizada en Colombia, en la ciudad de Bogotá.

## Biografía
Zuleta nació el 18 de noviembre de 1952 en el municipio colombiano de Itagüí, en el seno de una familia trabajadora pero intelectual. Fue el cuarto de los 13 hijos de la relación entre Próspero Zuleta, carpintero de profesión, ateo y socialista; y Esperanza Ruiz, ama de casa de igual manera afín a estas ideas.

### Juventud
Realizó sus estudios de bachillerato en el Liceo de la Universidad de Antioquia entre 1966 y 1971 época en la que ingreso a la JUCO (Juventud Comunista Colombianas) en 1974 ingresó a estudiar filosofía y letras en la Universidad de Antioquia donde se graduaría en el año 1979 tras ser expulsado de la JUCO por ser homosexual. Recientemente en el marco del Congreso XXIII del PCC de forma póstuma se le ha devuelto la militancia y reconocido como error en su momento la expulsión por estos motivos, en el marco de las correcciones como nuevos enfoques de género de la Organización.  Zuleta empezó a relacionarse con las feministas de la universidad de Antioquia, como María Lady Londoño, con quienes realizó marchas y charlas por temas como la despenalización del aborto.

### Profesorado
En 1973 inicia su vida profesional como profesor ad honorem en el liceo de la Universidad Autónoma Latinoamericana de Medellín, En 1980 se traslada a la ciudad de Pasto para ejercer como profesor en la facultad de filosofía y humanidades de la Universidad de Nariño en 1984 se ve obligado a renunciar de la universidad debido a diferencias ideológicas con las directivas de la institución, su pasado sindical, además de polémicas debido a su sexualidad. En 1984 empieza sus estudios en maestría en psicopedagogía en la Universidad de Antioquia, al mismo tiempo que empieza a trabajar en amnistía internacional, en 1991 se traslada a Chiquinquirá para ser profesor de la Universidad Pedagógica y Tecnológica de Colombia.

## Activismo y Lucha
En 1977 funda la revista El Otro, revista de reivindicación homosexual que servirá como medio de comunicación para los hombres gay y mujeres lesbianas de Colombia, esta circuló ocasionalmente entre 1977 y 1979, funda de igual manera un periódico homónimo a la revista, que servirá como ventana a las ideas del Movimiento de Liberación Homosexual el cual ya había sido expuesto en un periódico comunista el año anterior alegando tener 10.000 miembros, lo cual era mentira, era no más que una publicidad para llamar gente que pudiera junto con Zuleta crear realmente el Movimiento de Liberación Homosexual, el único en responder aquel anuncio fue Manuel Velandia.
El 28 de junio de ese mismo año se fundó el Movimiento de Liberación Homosexual de Colombia, de manos de Manuel Velandia, León Zuleta y Guillermo Cortés. A finales de la década de los 70 el MLHC se movilizó para presionar por la despenalización de la homosexualidad en el nuevo Código Penal colombiano de 1980 lo cual se consiguió mediante el decreto 100 de 1980, que despenalizaba la homosexualidad en Colombia. Este mismo movimiento lograría el 28 de junio de 1983 realizar en la ciudad de Bogotá la primera marcha del Orgullo LGBT en Colombia, en la que participaron unas pocas decenas de personas.

## Asesinato
El 23 de agosto de 1993 Zuleta fue encontrado apuñalado en su apartamento del oriente de Medellín. Su asesinato nunca fue investigado y al día de hoy se considera que fue seguramente un crimen de odio.

## Galardones León Zuleta
En la ciudad de Bogotá La Mesa LGBT Bogotá concede desde hace 14 años el galardón a las instituciones y ciudadanos que luchan por la defensa e integración de la comunidad LGBT y el cual se encuentra en su XIV edición.
En la ciudad de Medellín la Alianza Social LGBTI de Antioquia y la Alcaldía de Medellín entrega de igual manera un galardón homónimo y el cual en 2022 se encuentra en su VII edición.

## Obra
A lo largo de su vida León Zuleta produjo un extenso número de reportajes, poemas, novelas y ensayos:

### Poemarios
- Poemarios, laberinto de futuro a presente (1969)
- Libro de la errancia (1974)
- Libro de los raptos (1975)
- Jaulas doradas las ciudades (1977)
- Terra incógnita (1979)
- Libro de los astros errantes (1981)
- Lectura inversa de una taza de té (1983)
- Primer libro de los sueños (1985)
- Provecta poémica (1985)
- Laberinto las urbes (1987)
- Laberinto solar (1989)
- Orbis pictus – Oníricas (1989)
- Soles en rotación – Sueños (1990)

### Novelas
- Bazuko Street (1984)
- El suicida en la salita de estar (1984)
- Atomitrón (1987)

### Libros
- De semas y plebes (1996) (Póstumo)